# 9000
9000是介於8999與9001間的自然數。

## 9001至9999的整數
- 9025 = 952
- 9126 - 第26個五角錐數
- 9139 = 第38個三角錐数
- 9216 = 962
- 9261 = 213
- 9272 = 第7個奇異數
- 9455 = 第30個四角錐數
- 9604 = 982
- 9689 = 索菲·熱爾曼質數，第21個梅森質數
- 9880 = 第39個三角錐数
- 9941 = 第22個梅森質數

9000
- 合数，正因數有1、2、3、4、5、6、8、9、10、12、15、18、20、24、25、30、36、40、45、50、60、72、75、90、100、120、125、150、180、200、225、250、300、360、375、450、500、600、750、900、1000、1125、1500、1800、2250、3000、4500和9000。
質因數分解，{\displaystyle 2^{3}\times 3^{2}\times 5^{3}}。
- 过剩数，真因數和為21420，盈度為12420
- 十进制的奢侈數。

9001
- 質數。
  - 孪生素数，為（8999、 9001）

9008
- 合数，正因數有1、2、4、8、16、563、1126、2252、4504和9008。
質因數分解，{\displaystyle 2^{4}\times 563}。
- 亏数，真因數和為8476，虧度為532
- 不尋常數，大於平方根的質因數為563。
- 十进制的奢侈數。

9014
- 合数，正因數有1、2、4507和9014。
質因數分解，{\displaystyle 2\times 4507}。
- 亏数，真因數和為4510，虧度為4504
- 不尋常數，大於平方根的質因數為4507。
- 半素数。
- 无平方数因数的数。
- 十进制的奢侈數。

9016
- 合数，正因數有1、2、4、7、8、14、23、28、46、49、56、92、98、161、184、196、322、392、644、1127、1288、2254、4508和9016。
質因數分解，{\displaystyle 2^{3}\times 7^{2}\times 23}。
- 过剩数，真因數和為11504，盈度為2488
- 十进制的奢侈數。

9017
- 合数，正因數有1、71、127和9017。
質因數分解，{\displaystyle 71\times 127}。
- 亏数，真因數和為199，虧度為8818
- 不尋常數，大於平方根的質因數為127。
- 半素数。
- 无平方数因数的数。
- 十进制的奢侈數。

9020
- 合数，正因數有1、2、4、5、10、11、20、22、41、44、55、82、110、164、205、220、410、451、820、902、1804、2255、4510和9020。
質因數分解，{\displaystyle 2^{2}\times 5\times 11\times 41}。
- 过剩数，真因數和為12148，盈度為3128
- 十进制的奢侈數。

9023
- 合数，正因數有1、7、1289和9023。
質因數分解，{\displaystyle 7\times 1289}。
- 亏数，真因數和為1297，虧度為7726
- 不尋常數，大於平方根的質因數為1289。
- 半素数。
- 无平方数因数的数。
- 十进制的奢侈數。

9024
- 合数，正因數有1、2、3、4、6、8、12、16、24、32、47、48、64、94、96、141、188、192、282、376、564、752、1128、1504、2256、3008、4512和9024。
質因數分解，{\displaystyle 2^{6}\times 3\times 47}。
- 过剩数，真因數和為15360，盈度為6336
- 十进制的奢侈數。

9025
- 合数，正因數有1、5、19、25、95、361、475、1805和9025。
質因數分解，{\displaystyle 5^{2}\times 19^{2}}。
- 亏数，真因數和為2786，虧度為6239
- 平方数，為95的平方。
- 十进制的奢侈數。

9027
- 合数，正因數有1、3、9、17、51、59、153、177、531、1003、3009和9027。
質因數分解，{\displaystyle 3^{2}\times 17\times 59}。
- 亏数，真因數和為5013，虧度為4014
- 十进制的奢侈數。

9029
- 質數。

9030
- 合数，正因數有1、2、3、5、6、7、10、14、15、21、30、35、42、43、70、86、105、129、210、215、258、301、430、602、645、903、1290、1505、1806、3010、4515和9030。
質因數分解，{\displaystyle 2\times 3\times 5\times 7\times 43}。
- 过剩数，真因數和為16314，盈度為7284
- 无平方数因数的数。
- 十进制的奢侈數。

9031
- 合数，正因數有1、11、821和9031。
質因數分解，{\displaystyle 11\times 821}。
- 亏数，真因數和為833，虧度為8198
- 不尋常數，大於平方根的質因數為821。
- 半素数。
- 无平方数因数的数。
- 十进制的奢侈數。

9039
- 合数，正因數有1、3、23、69、131、393、3013和9039。
質因數分解，{\displaystyle 3\times 23\times 131}。
- 亏数，真因數和為3633，虧度為5406
- 不尋常數，大於平方根的質因數為131。
- 无平方数因数的数。
  - 楔形数。
- 十进制的奢侈數。

9047
- 合数，正因數有1、83、109和9047。
質因數分解，{\displaystyle 83\times 109}。
- 亏数，真因數和為193，虧度為8854
- 不尋常數，大於平方根的質因數為109。
- 半素数。
- 无平方数因数的数。
- 十进制的奢侈數。

9048
- 合数，正因數有1、2、3、4、6、8、12、13、24、26、29、39、52、58、78、87、104、116、156、174、232、312、348、377、696、754、1131、1508、2262、3016、4524和9048。
質因數分解，{\displaystyle 2^{3}\times 3\times 13\times 29}。
- 过剩数，真因數和為16152，盈度為7104
- 十进制的奢侈數。

9056
- 合数，正因數有1、2、4、8、16、32、283、566、1132、2264、4528和9056。
質因數分解，{\displaystyle 2^{5}\times 283}。
- 亏数，真因數和為8836，虧度為220
- 不尋常數，大於平方根的質因數為283。
- 十进制的奢侈數。

9060
- 合数，正因數有1、2、3、4、5、6、10、12、15、20、30、60、151、302、453、604、755、906、1510、1812、2265、3020、4530和9060。
質因數分解，{\displaystyle 2^{2}\times 3\times 5\times 151}。
- 过剩数，真因數和為16476，盈度為7416
- 不尋常數，大於平方根的質因數為151。
- 十进制的奢侈數。

9063
- 合数，正因數有1、3、9、19、53、57、159、171、477、1007、3021和9063。
質因數分解，{\displaystyle 3^{2}\times 19\times 53}。
- 亏数，真因數和為4977，虧度為4086
- 十进制的奢侈數。

9069
- 合数，正因數有1、3、3023和9069。
質因數分解，{\displaystyle 3\times 3023}。
- 亏数，真因數和為3027，虧度為6042
- 不尋常數，大於平方根的質因數為3023。
- 半素数。
- 无平方数因数的数。
- 十进制的奢侈數。

9070
- 合数，正因數有1、2、5、10、907、1814、4535和9070。
質因數分解，{\displaystyle 2\times 5\times 907}。
- 亏数，真因數和為7274，虧度為1796
- 不尋常數，大於平方根的質因數為907。
- 无平方数因数的数。
  - 楔形数。
- 十进制的奢侈數。

9080
- 合数，正因數有1、2、4、5、8、10、20、40、227、454、908、1135、1816、2270、4540和9080。
質因數分解，{\displaystyle 2^{3}\times 5\times 227}。
- 过剩数，真因數和為11440，盈度為2360
- 不尋常數，大於平方根的質因數為227。
- 十进制的奢侈數。

9093
- 合数，正因數有1、3、7、21、433、1299、3031和9093。
質因數分解，{\displaystyle 3\times 7\times 433}。
- 亏数，真因數和為4795，虧度為4298
- 不尋常數，大於平方根的質因數為433。
- 无平方数因数的数。
  - 楔形数。
- 十进制的奢侈數。

9095
- 合数，正因數有1、5、17、85、107、535、1819和9095。
質因數分解，{\displaystyle 5\times 17\times 107}。
- 亏数，真因數和為2569，虧度為6526
- 不尋常數，大於平方根的質因數為107。
- 无平方数因数的数。
  - 楔形数。
- 十进制的奢侈數。

9096
- 合数，正因數有1、2、3、4、6、8、12、24、379、758、1137、1516、2274、3032、4548和9096。
質因數分解，{\displaystyle 2^{3}\times 3\times 379}。
- 过剩数，真因數和為13704，盈度為4608
- 不尋常數，大於平方根的質因數為379。
- 十进制的奢侈數。

9097
- 合数，正因數有1、11、827和9097。
質因數分解，{\displaystyle 11\times 827}。
- 亏数，真因數和為839，虧度為8258
- 不尋常數，大於平方根的質因數為827。
- 半素数。
- 无平方数因数的数。
- 十进制的奢侈數。

9099
- 合数，正因數有1、3、9、27、337、1011、3033和9099。
質因數分解，{\displaystyle 3^{3}\times 337}。
- 亏数，真因數和為4421，虧度為4678
- 不尋常數，大於平方根的質因數為337。
- 十进制的奢侈數。

9100
- 合数，正因數有1、2、4、5、7、10、13、14、20、25、26、28、35、50、52、65、70、91、100、130、140、175、182、260、325、350、364、455、650、700、910、1300、1820、2275、4550和9100。
質因數分解，{\displaystyle 2^{2}\times 5^{2}\times 7\times 13}。
- 过剩数，真因數和為15204，盈度為6104
- 十进制的奢侈數。

9101
- 合数，正因數有1、19、479和9101。
質因數分解，{\displaystyle 19\times 479}。
- 亏数，真因數和為499，虧度為8602
- 不尋常數，大於平方根的質因數為479。
- 半素数。
- 无平方数因数的数。
- 十进制的奢侈數。

9107
- 合数，正因數有1、7、1301和9107。
質因數分解，{\displaystyle 7\times 1301}。
- 亏数，真因數和為1309，虧度為7798
- 不尋常數，大於平方根的質因數為1301。
- 半素数。
- 无平方数因数的数。
- 十进制的奢侈數。

9108
- 合数，正因數有1、2、3、4、6、9、11、12、18、22、23、33、36、44、46、66、69、92、99、132、138、198、207、253、276、396、414、506、759、828、1012、1518、2277、3036、4554和9108。
質因數分解，{\displaystyle 2^{2}\times 3^{2}\times 11\times 23}。
- 过剩数，真因數和為17100，盈度為7992
- 十进制的奢侈數。

9109
- 質數。

9112
- 合数，正因數有1、2、4、8、17、34、67、68、134、136、268、536、1139、2278、4556和9112。
質因數分解，{\displaystyle 2^{3}\times 17\times 67}。
- 过剩数，真因數和為9248，盈度為136
- 佩服數，佩服因數為68。
- 十进制的奢侈數。

9113
- 合数，正因數有1、13、701和9113。
質因數分解，{\displaystyle 13\times 701}。
- 亏数，真因數和為715，虧度為8398
- 不尋常數，大於平方根的質因數為701。
- 半素数。
- 无平方数因数的数。
- 十进制的奢侈數。

9116
- 合数，正因數有1、2、4、43、53、86、106、172、212、2279、4558和9116。
質因數分解，{\displaystyle 2^{2}\times 43\times 53}。
- 亏数，真因數和為7516，虧度為1600
- 十进制的奢侈數。

9117
- 合数，正因數有1、3、9、1013、3039和9117。
質因數分解，{\displaystyle 3^{2}\times 1013}。
- 亏数，真因數和為4065，虧度為5052
- 不尋常數，大於平方根的質因數為1013。
- 十进制的奢侈數。

9119
- 合数，正因數有1、11、829和9119。
質因數分解，{\displaystyle 11\times 829}。
- 亏数，真因數和為841，虧度為8278
- 不尋常數，大於平方根的質因數為829。
- 半素数。
- 无平方数因数的数。
- 十进制的奢侈數。

9120
- 合数，正因數有1、2、3、4、5、6、8、10、12、15、16、19、20、24、30、32、38、40、48、57、60、76、80、95、96、114、120、152、160、190、228、240、285、304、380、456、480、570、608、760、912、1140、1520、1824、2280、3040、4560和9120。
質因數分解，{\displaystyle 2^{5}\times 3\times 5\times 19}。
- 过剩数，真因數和為21120，盈度為12000
- 普洛尼克数，為95與96的乘積。
- 十进制的奢侈數。

9122
- 合数，正因數有1、2、4561和9122。
質因數分解，{\displaystyle 2\times 4561}。
- 亏数，真因數和為4564，虧度為4558
- 不尋常數，大於平方根的質因數為4561。
- 半素数。
- 无平方数因数的数。
- 十进制的奢侈數。

9125
- 合数，正因數有1、5、25、73、125、365、1825和9125。
質因數分解，{\displaystyle 5^{3}\times 73}。
- 亏数，真因數和為2419，虧度為6706
- 十进制的等數位數。

9126
- 合数，正因數有1、2、3、6、9、13、18、26、27、39、54、78、117、169、234、338、351、507、702、1014、1521、3042、4563和9126。
質因數分解，{\displaystyle 2\times 3^{3}\times 13^{2}}。
- 过剩数，真因數和為12834，盈度為3708
- 十进制的奢侈數。

9127
- 第1131個質數。

9129
- 合数，正因數有1、3、17、51、179、537、3043和9129。
質因數分解，{\displaystyle 3\times 17\times 179}。
- 亏数，真因數和為3831，虧度為5298
- 不尋常數，大於平方根的質因數為179。
- 无平方数因数的数。
  - 楔形数。
- 十进制的奢侈數。

9135
- 合数，正因數有1、3、5、7、9、15、21、29、35、45、63、87、105、145、203、261、315、435、609、1015、1305、1827、3045和9135。
質因數分解，{\displaystyle 3^{2}\times 5\times 7\times 29}。
- 过剩数，真因數和為9585，盈度為450
- 十进制的奢侈數。

9136
- 合数，正因數有1、2、4、8、16、571、1142、2284、4568和9136。
質因數分解，{\displaystyle 2^{4}\times 571}。
- 亏数，真因數和為8596，虧度為540
- 不尋常數，大於平方根的質因數為571。
- 十进制的奢侈數。

9138
- 合数，正因數有1、2、3、6、1523、3046、4569和9138。
質因數分解，{\displaystyle 2\times 3\times 1523}。
- 过剩数，真因數和為9150，盈度為12
- 不尋常數，大於平方根的質因數為1523。
- 佩服數，佩服因數為6。
- 无平方数因数的数。
  - 楔形数。
- 十进制的奢侈數。

9139
- 合数，正因數有1、13、19、37、247、481、703和9139。
質因數分解，{\displaystyle 13\times 19\times 37}。
- 亏数，真因數和為1501，虧度為7638
- 无平方数因数的数。
  - 楔形数。
- 十进制的奢侈數。

9141
- 合数，正因數有1、3、11、33、277、831、3047和9141。
質因數分解，{\displaystyle 3\times 11\times 277}。
- 亏数，真因數和為4203，虧度為4938
- 不尋常數，大於平方根的質因數為277。
- 无平方数因数的数。
  - 楔形数。
- 十进制的奢侈數。

9142
- 合数，正因數有1、2、7、14、653、1306、4571和9142。
質因數分解，{\displaystyle 2\times 7\times 653}。
- 亏数，真因數和為6554，虧度為2588
- 不尋常數，大於平方根的質因數為653。
- 无平方数因数的数。
  - 楔形数。
- 十进制的奢侈數。

9145
- 合数，正因數有1、5、31、59、155、295、1829和9145。
質因數分解，{\displaystyle 5\times 31\times 59}。
- 亏数，真因數和為2375，虧度為6770
- 无平方数因数的数。
  - 楔形数。
- 十进制的奢侈數。

9147
- 合数，正因數有1、3、3049和9147。
質因數分解，{\displaystyle 3\times 3049}。
- 亏数，真因數和為3053，虧度為6094
- 不尋常數，大於平方根的質因數為3049。
- 半素数。
- 无平方数因数的数。
- 十进制的奢侈數。

9162
- 合数，正因數有1、2、3、6、9、18、509、1018、1527、3054、4581和9162。
質因數分解，{\displaystyle 2\times 3^{2}\times 509}。
- 过剩数，真因數和為10728，盈度為1566
- 不尋常數，大於平方根的質因數為509。
- 十进制的奢侈數。

9166
- 合数，正因數有1、2、4583和9166。
質因數分解，{\displaystyle 2\times 4583}。
- 亏数，真因數和為4586，虧度為4580
- 不尋常數，大於平方根的質因數為4583。
- 半素数。
- 无平方数因数的数。
- 十进制的奢侈數。

9167
- 合数，正因數有1、89、103和9167。
質因數分解，{\displaystyle 89\times 103}。
- 亏数，真因數和為193，虧度為8974
- 不尋常數，大於平方根的質因數為103。
- 半素数。
- 无平方数因数的数。
- 十进制的奢侈數。

9169
- 合数，正因數有1、53、173和9169。
質因數分解，{\displaystyle 53\times 173}。
- 亏数，真因數和為227，虧度為8942
- 不尋常數，大於平方根的質因數為173。
- 半素数。
- 无平方数因数的数。
- 十进制的奢侈數。

9171
- 合数，正因數有1、3、9、1019、3057和9171。
質因數分解，{\displaystyle 3^{2}\times 1019}。
- 亏数，真因數和為4089，虧度為5082
- 不尋常數，大於平方根的質因數為1019。
- 十进制的奢侈數。

9172
- 合数，正因數有1、2、4、2293、4586和9172。
質因數分解，{\displaystyle 2^{2}\times 2293}。
- 亏数，真因數和為6886，虧度為2286
- 不尋常數，大於平方根的質因數為2293。
- 十进制的奢侈數。

9175
- 合数，正因數有1、5、25、367、1835和9175。
質因數分解，{\displaystyle 5^{2}\times 367}。
- 亏数，真因數和為2233，虧度為6942
- 不尋常數，大於平方根的質因數為367。
- 十进制的奢侈數。

9176
- 合数，正因數有1、2、4、8、31、37、62、74、124、148、248、296、1147、2294、4588和9176。
質因數分解，{\displaystyle 2^{3}\times 31\times 37}。
- 亏数，真因數和為9064，虧度為112
- 十进制的奢侈數。

9177
- 合数，正因數有1、3、7、19、21、23、57、69、133、161、399、437、483、1311、3059和9177。
質因數分解，{\displaystyle 3\times 7\times 19\times 23}。
- 亏数，真因數和為6183，虧度為2994
- 无平方数因数的数。
- 十进制的奢侈數。

9179
- 合数，正因數有1、67、137和9179。
質因數分解，{\displaystyle 67\times 137}。
- 亏数，真因數和為205，虧度為8974
- 不尋常數，大於平方根的質因數為137。
- 半素数。
- 无平方数因数的数。
- 十进制的奢侈數。

9187
- 質數。

9188
- 合数，正因數有1、2、4、2297、4594和9188。
質因數分解，{\displaystyle 2^{2}\times 2297}。
- 亏数，真因數和為6898，虧度為2290
- 不尋常數，大於平方根的質因數為2297。
- 十进制的奢侈數。

9192
- 合数，正因數有1、2、3、4、6、8、12、24、383、766、1149、1532、2298、3064、4596和9192。
質因數分解，{\displaystyle 2^{3}\times 3\times 383}。
- 过剩数，真因數和為13848，盈度為4656
- 不尋常數，大於平方根的質因數為383。
- 十进制的奢侈數。

9197
- 合数，正因數有1、17、541和9197。
質因數分解，{\displaystyle 17\times 541}。
- 亏数，真因數和為559，虧度為8638
- 不尋常數，大於平方根的質因數為541。
- 半素数。
- 无平方数因数的数。
- 十进制的奢侈數。

9199
- 第1140個質數。

9200
- 合数，正因數有1、2、4、5、8、10、16、20、23、25、40、46、50、80、92、100、115、184、200、230、368、400、460、575、920、1150、1840、2300、4600和9200。
質因數分解，{\displaystyle 2^{4}\times 5^{2}\times 23}。
- 过剩数，真因數和為13864，盈度為4664
- 十进制的奢侈數。

9203
- 第1141個質數。

9205
- 合数，正因數有1、5、7、35、263、1315、1841和9205。
質因數分解，{\displaystyle 5\times 7\times 263}。
- 亏数，真因數和為3467，虧度為5738
- 不尋常數，大於平方根的質因數為263。
- 无平方数因数的数。
  - 楔形数。
- 十进制的奢侈數。

9207
- 合数，正因數有1、3、9、11、27、31、33、93、99、279、297、341、837、1023、3069和9207。
質因數分解，{\displaystyle 3^{3}\times 11\times 31}。
- 亏数，真因數和為6153，虧度為3054
- 十进制的奢侈數。

9208
- 合数，正因數有1、2、4、8、1151、2302、4604和9208。
質因數分解，{\displaystyle 2^{3}\times 1151}。
- 亏数，真因數和為8072，虧度為1136
- 不尋常數，大於平方根的質因數為1151。
- 十进制的奢侈數。

9209
- 第1142個質數。

9211
- 合数，正因數有1、61、151和9211。
質因數分解，{\displaystyle 61\times 151}。
- 亏数，真因數和為213，虧度為8998
- 不尋常數，大於平方根的質因數為151。
- 半素数。
- 无平方数因数的数。
- 十进制的奢侈數。

9216
- 合数，正因數有1、2、3、4、6、8、9、12、16、18、24、32、36、48、64、72、96、128、144、192、256、288、384、512、576、768、1024、1152、1536、2304、3072、4608和9216。
質因數分解，{\displaystyle 2^{10}\times 3^{2}}。
- 过剩数，真因數和為17395，盈度為8179
- 平方数，為96的平方。
- 十进制的奢侈數。

9223
- 合数，正因數有1、23、401和9223。
質因數分解，{\displaystyle 23\times 401}。
- 亏数，真因數和為425，虧度為8798
- 不尋常數，大於平方根的質因數為401。
- 半素数。
- 无平方数因数的数。
- 十进制的奢侈數。

9225
- 合数，正因數有1、3、5、9、15、25、41、45、75、123、205、225、369、615、1025、1845、3075和9225。
質因數分解，{\displaystyle 3^{2}\times 5^{2}\times 41}。
- 亏数，真因數和為7701，虧度為1524
- 十进制的奢侈數。

9230
- 合数，正因數有1、2、5、10、13、26、65、71、130、142、355、710、923、1846、4615和9230。
質因數分解，{\displaystyle 2\times 5\times 13\times 71}。
- 亏数，真因數和為8914，虧度為316
- 无平方数因数的数。
- 十进制的奢侈數。

9232
- 合数，正因數有1、2、4、8、16、577、1154、2308、4616和9232。
質因數分解，{\displaystyle 2^{4}\times 577}。
- 亏数，真因數和為8686，虧度為546
- 不尋常數，大於平方根的質因數為577。
- 十进制的奢侈數。

9249
- 合数，正因數有1、3、3083和9249。
質因數分解，{\displaystyle 3\times 3083}。
- 亏数，真因數和為3087，虧度為6162
- 不尋常數，大於平方根的質因數為3083。
- 半素数。
- 无平方数因数的数。
- 十进制的奢侈數。

9254
- 合数，正因數有1、2、7、14、661、1322、4627和9254。
質因數分解，{\displaystyle 2\times 7\times 661}。
- 亏数，真因數和為6634，虧度為2620
- 不尋常數，大於平方根的質因數為661。
- 无平方数因数的数。
  - 楔形数。
- 十进制的奢侈數。

9255
- 合数，正因數有1、3、5、15、617、1851、3085和9255。
質因數分解，{\displaystyle 3\times 5\times 617}。
- 亏数，真因數和為5577，虧度為3678
- 不尋常數，大於平方根的質因數為617。
- 无平方数因数的数。
  - 楔形数。
- 十进制的奢侈數。

9256
- 合数，正因數有1、2、4、8、13、26、52、89、104、178、356、712、1157、2314、4628和9256。
質因數分解，{\displaystyle 2^{3}\times 13\times 89}。
- 过剩数，真因數和為9644，盈度為388
- 十进制的奢侈數。

9261
- 合数，正因數有1、3、7、9、21、27、49、63、147、189、343、441、1029、1323、3087和9261。
質因數分解，{\displaystyle 3^{3}\times 7^{3}}。
- 亏数，真因數和為6739，虧度為2522
- 十进制的等數位數。

9262
- 合数，正因數有1、2、11、22、421、842、4631和9262。
質因數分解，{\displaystyle 2\times 11\times 421}。
- 亏数，真因數和為5930，虧度為3332
- 不尋常數，大於平方根的質因數為421。
- 无平方数因数的数。
  - 楔形数。
- 十进制的奢侈數。

9267
- 合数，正因數有1、3、3089和9267。
質因數分解，{\displaystyle 3\times 3089}。
- 亏数，真因數和為3093，虧度為6174
- 不尋常數，大於平方根的質因數為3089。
- 半素数。
- 无平方数因数的数。
- 十进制的奢侈數。

9269
- 合数，正因數有1、13、23、31、299、403、713和9269。
質因數分解，{\displaystyle 13\times 23\times 31}。
- 亏数，真因數和為1483，虧度為7786
- 无平方数因数的数。
  - 楔形数。
- 十进制的奢侈數。

9272
- 合数，正因數有1、2、4、8、19、38、61、76、122、152、244、488、1159、2318、4636和9272。
質因數分解，{\displaystyle 2^{3}\times 19\times 61}。
- 过剩数，真因數和為9328，盈度為56
- 十进制的奢侈數。

9273
- 合数，正因數有1、3、11、33、281、843、3091和9273。
質因數分解，{\displaystyle 3\times 11\times 281}。
- 亏数，真因數和為4263，虧度為5010
- 不尋常數，大於平方根的質因數為281。
- 无平方数因数的数。
  - 楔形数。
- 十进制的奢侈數。

9276
- 合数，正因數有1、2、3、4、6、12、773、1546、2319、3092、4638和9276。
質因數分解，{\displaystyle 2^{2}\times 3\times 773}。
- 过剩数，真因數和為12396，盈度為3120
- 不尋常數，大於平方根的質因數為773。
- 十进制的奢侈數。

9278
- 合数，正因數有1、2、4639和9278。
質因數分解，{\displaystyle 2\times 4639}。
- 亏数，真因數和為4642，虧度為4636
- 不尋常數，大於平方根的質因數為4639。
- 半素数。
- 无平方数因数的数。
- 十进制的奢侈數。

9287
- 合数，正因數有1、37、251和9287。
質因數分解，{\displaystyle 37\times 251}。
- 亏数，真因數和為289，虧度為8998
- 不尋常數，大於平方根的質因數為251。
- 半素数。
- 无平方数因数的数。
- 十进制的奢侈數。

9294
- 合数，正因數有1、2、3、6、1549、3098、4647和9294。
質因數分解，{\displaystyle 2\times 3\times 1549}。
- 过剩数，真因數和為9306，盈度為12
- 不尋常數，大於平方根的質因數為1549。
- 佩服數，佩服因數為6。
- 无平方数因数的数。
  - 楔形数。
- 十进制的奢侈數。

9295
- 合数，正因數有1、5、11、13、55、65、143、169、715、845、1859和9295。
質因數分解，{\displaystyle 5\times 11\times 13^{2}}。
- 亏数，真因數和為3881，虧度為5414
- 十进制的奢侈數。

9296
- 合数，正因數有1、2、4、7、8、14、16、28、56、83、112、166、332、581、664、1162、1328、2324、4648和9296。
質因數分解，{\displaystyle 2^{4}\times 7\times 83}。
- 过剩数，真因數和為11536，盈度為2240
- 十进制的奢侈數。

9299
- 合数，正因數有1、17、547和9299。
質因數分解，{\displaystyle 17\times 547}。
- 亏数，真因數和為565，虧度為8734
- 不尋常數，大於平方根的質因數為547。
- 半素数。
- 无平方数因数的数。
- 十进制的奢侈數。

9300
- 合数，正因數有1、2、3、4、5、6、10、12、15、20、25、30、31、50、60、62、75、93、100、124、150、155、186、300、310、372、465、620、775、930、1550、1860、2325、3100、4650和9300。
質因數分解，{\displaystyle 2^{2}\times 3\times 5^{2}\times 31}。
- 过剩数，真因數和為18476，盈度為9176
- 十进制的奢侈數。

9301
- 合数，正因數有1、71、131和9301。
質因數分解，{\displaystyle 71\times 131}。
- 亏数，真因數和為203，虧度為9098
- 不尋常數，大於平方根的質因數為131。
- 半素数。
- 无平方数因数的数。
- 十进制的奢侈數。

9304
- 合数，正因數有1、2、4、8、1163、2326、4652和9304。
質因數分解，{\displaystyle 2^{3}\times 1163}。
- 亏数，真因數和為8156，虧度為1148
- 不尋常數，大於平方根的質因數為1163。
- 十进制的奢侈數。

9306
- 合数，正因數有1、2、3、6、9、11、18、22、33、47、66、94、99、141、198、282、423、517、846、1034、1551、3102、4653和9306。
質因數分解，{\displaystyle 2\times 3^{2}\times 11\times 47}。
- 过剩数，真因數和為13158，盈度為3852
- 十进制的奢侈數。

9309
- 合数，正因數有1、3、29、87、107、321、3103和9309。
質因數分解，{\displaystyle 3\times 29\times 107}。
- 亏数，真因數和為3651，虧度為5658
- 不尋常數，大於平方根的質因數為107。
- 无平方数因数的数。
  - 楔形数。
- 十进制的奢侈數。

9310
- 合数，正因數有1、2、5、7、10、14、19、35、38、49、70、95、98、133、190、245、266、490、665、931、1330、1862、4655和9310。
質因數分解，{\displaystyle 2\times 5\times 7^{2}\times 19}。
- 过剩数，真因數和為11210，盈度為1900
- 十进制的奢侈數。

9311
- 質數。

9321
- 合数，正因數有1、3、13、39、239、717、3107和9321。
質因數分解，{\displaystyle 3\times 13\times 239}。
- 亏数，真因數和為4119，虧度為5202
- 不尋常數，大於平方根的質因數為239。
- 无平方数因数的数。
  - 楔形数。
- 十进制的奢侈數。

9322
- 合数，正因數有1、2、59、79、118、158、4661和9322。
質因數分解，{\displaystyle 2\times 59\times 79}。
- 亏数，真因數和為5078，虧度為4244
- 无平方数因数的数。
  - 楔形数。
- 十进制的奢侈數。

9323
- 質數。

9326
- 合数，正因數有1、2、4663和9326。
質因數分解，{\displaystyle 2\times 4663}。
- 亏数，真因數和為4666，虧度為4660
- 不尋常數，大於平方根的質因數為4663。
- 半素数。
- 无平方数因数的数。
- 十进制的奢侈數。

9328
- 合数，正因數有1、2、4、8、11、16、22、44、53、88、106、176、212、424、583、848、1166、2332、4664和9328。
質因數分解，{\displaystyle 2^{4}\times 11\times 53}。
- 过剩数，真因數和為10760，盈度為1432
- 十进制的奢侈數。

9331
- 合数，正因數有1、7、31、43、217、301、1333和9331。
質因數分解，{\displaystyle 7\times 31\times 43}。
- 亏数，真因數和為1933，虧度為7398
- 无平方数因数的数。
  - 楔形数。
- 十进制的奢侈數。

9338
- 合数，正因數有1、2、7、14、23、29、46、58、161、203、322、406、667、1334、4669和9338。
質因數分解，{\displaystyle 2\times 7\times 23\times 29}。
- 亏数，真因數和為7942，虧度為1396
- 无平方数因数的数。
- 十进制的奢侈數。

9339
- 合数，正因數有1、3、11、33、283、849、3113和9339。
質因數分解，{\displaystyle 3\times 11\times 283}。
- 亏数，真因數和為4293，虧度為5046
- 不尋常數，大於平方根的質因數為283。
- 无平方数因数的数。
  - 楔形数。
- 十进制的奢侈數。

9346
- 合数，正因數有1、2、4673和9346。
質因數分解，{\displaystyle 2\times 4673}。
- 亏数，真因數和為4676，虧度為4670
- 不尋常數，大於平方根的質因數為4673。
- 半素数。
- 无平方数因数的数。
- 十进制的奢侈數。

9351
- 合数，正因數有1、3、9、1039、3117和9351。
質因數分解，{\displaystyle 3^{2}\times 1039}。
- 亏数，真因數和為4169，虧度為5182
- 不尋常數，大於平方根的質因數為1039。
- 十进制的奢侈數。

9352
- 合数，正因數有1、2、4、7、8、14、28、56、167、334、668、1169、1336、2338、4676和9352。
質因數分解，{\displaystyle 2^{3}\times 7\times 167}。
- 过剩数，真因數和為10808，盈度為1456
- 不尋常數，大於平方根的質因數為167。
- 十进制的奢侈數。

9357
- 合数，正因數有1、3、3119和9357。
質因數分解，{\displaystyle 3\times 3119}。
- 亏数，真因數和為3123，虧度為6234
- 不尋常數，大於平方根的質因數為3119。
- 半素数。
- 无平方数因数的数。
- 十进制的奢侈數。

9364
- 合数，正因數有1、2、4、2341、4682和9364。
質因數分解，{\displaystyle 2^{2}\times 2341}。
- 亏数，真因數和為7030，虧度為2334
- 不尋常數，大於平方根的質因數為2341。
- 十进制的奢侈數。

9368
- 合数，正因數有1、2、4、8、1171、2342、4684和9368。
質因數分解，{\displaystyle 2^{3}\times 1171}。
- 亏数，真因數和為8212，虧度為1156
- 不尋常數，大於平方根的質因數為1171。
- 十进制的奢侈數。

9375
- 合数，正因數有1、3、5、15、25、75、125、375、625、1875、3125和9375。
質因數分解，{\displaystyle 3\times 5^{5}}。
- 亏数，真因數和為6249，虧度為3126
- 十进制的節儉數。

9378
- 合数，正因數有1、2、3、6、9、18、521、1042、1563、3126、4689和9378。
質因數分解，{\displaystyle 2\times 3^{2}\times 521}。
- 过剩数，真因數和為10980，盈度為1602
- 不尋常數，大於平方根的質因數為521。
- 十进制的奢侈數。

9379
- 合数，正因數有1、83、113和9379。
質因數分解，{\displaystyle 83\times 113}。
- 亏数，真因數和為197，虧度為9182
- 不尋常數，大於平方根的質因數為113。
- 半素数。
- 无平方数因数的数。
- 十进制的奢侈數。

9393
- 合数，正因數有1、3、31、93、101、303、3131和9393。
質因數分解，{\displaystyle 3\times 31\times 101}。
- 亏数，真因數和為3663，虧度為5730
- 不尋常數，大於平方根的質因數為101。
- 无平方数因数的数。
  - 楔形数。
- 十进制的奢侈數。

9396
- 合数，正因數有1、2、3、4、6、9、12、18、27、29、36、54、58、81、87、108、116、162、174、261、324、348、522、783、1044、1566、2349、3132、4698和9396。
質因數分解，{\displaystyle 2^{2}\times 3^{4}\times 29}。
- 过剩数，真因數和為16014，盈度為6618
- 十进制的奢侈數。

9397
- 質數。

9399
- 合数，正因數有1、3、13、39、241、723、3133和9399。
質因數分解，{\displaystyle 3\times 13\times 241}。
- 亏数，真因數和為4153，虧度為5246
- 不尋常數，大於平方根的質因數為241。
- 无平方数因数的数。
  - 楔形数。
- 十进制的奢侈數。

9400
- 合数，正因數有1、2、4、5、8、10、20、25、40、47、50、94、100、188、200、235、376、470、940、1175、1880、2350、4700和9400。
質因數分解，{\displaystyle 2^{3}\times 5^{2}\times 47}。
- 过剩数，真因數和為12920，盈度為3520
- 十进制的奢侈數。

9401
- 合数，正因數有1、7、17、79、119、553、1343和9401。
質因數分解，{\displaystyle 7\times 17\times 79}。
- 亏数，真因數和為2119，虧度為7282
- 无平方数因数的数。
  - 楔形数。
- 十进制的奢侈數。

9415
- 合数，正因數有1、5、7、35、269、1345、1883和9415。
質因數分解，{\displaystyle 5\times 7\times 269}。
- 亏数，真因數和為3545，虧度為5870
- 不尋常數，大於平方根的質因數為269。
- 无平方数因数的数。
  - 楔形数。
- 十进制的奢侈數。

9417
- 合数，正因數有1、3、43、73、129、219、3139和9417。
質因數分解，{\displaystyle 3\times 43\times 73}。
- 亏数，真因數和為3607，虧度為5810
- 无平方数因数的数。
  - 楔形数。
- 十进制的奢侈數。

9425
- 合数，正因數有1、5、13、25、29、65、145、325、377、725、1885和9425。
質因數分解，{\displaystyle 5^{2}\times 13\times 29}。
- 亏数，真因數和為3595，虧度為5830
- 十进制的奢侈數。

9427
- 合数，正因數有1、11、857和9427。
質因數分解，{\displaystyle 11\times 857}。
- 亏数，真因數和為869，虧度為8558
- 不尋常數，大於平方根的質因數為857。
- 半素数。
- 无平方数因数的数。
- 十进制的奢侈數。

9437
- 質數。
  - 孪生素数，為（9437、 9439）

9447
- 合数，正因數有1、3、47、67、141、201、3149和9447。
質因數分解，{\displaystyle 3\times 47\times 67}。
- 亏数，真因數和為3609，虧度為5838
- 无平方数因数的数。
  - 楔形数。
- 十进制的奢侈數。

9450
- 合数，正因數有1、2、3、5、6、7、9、10、14、15、18、21、25、27、30、35、42、45、50、54、63、70、75、90、105、126、135、150、175、189、210、225、270、315、350、378、450、525、630、675、945、1050、1350、1575、1890、3150、4725和9450。
質因數分解，{\displaystyle 2\times 3^{3}\times 5^{2}\times 7}。
- 过剩数，真因數和為20310，盈度為10860
- 十进制的奢侈數。

9455
- 合数，正因數有1、5、31、61、155、305、1891和9455。
質因數分解，{\displaystyle 5\times 31\times 61}。
- 亏数，真因數和為2449，虧度為7006
- 无平方数因数的数。
  - 楔形数。
- 十进制的奢侈數。

9456
- 合数，正因數有1、2、3、4、6、8、12、16、24、48、197、394、591、788、1182、1576、2364、3152、4728和9456。
質因數分解，{\displaystyle 2^{4}\times 3\times 197}。
- 过剩数，真因數和為15096，盈度為5640
- 不尋常數，大於平方根的質因數為197。
- 十进制的奢侈數。

9458
- 合数，正因數有1、2、4729和9458。
質因數分解，{\displaystyle 2\times 4729}。
- 亏数，真因數和為4732，虧度為4726
- 不尋常數，大於平方根的質因數為4729。
- 半素数。
- 无平方数因数的数。
- 十进制的奢侈數。

9459
- 合数，正因數有1、3、9、1051、3153和9459。
質因數分解，{\displaystyle 3^{2}\times 1051}。
- 亏数，真因數和為4217，虧度為5242
- 不尋常數，大於平方根的質因數為1051。
- 十进制的奢侈數。

9464
- 合数，正因數有1、2、4、7、8、13、14、26、28、52、56、91、104、169、182、338、364、676、728、1183、1352、2366、4732和9464。
質因數分解，{\displaystyle 2^{3}\times 7\times 13^{2}}。
- 过剩数，真因數和為12496，盈度為3032
- 十进制的奢侈數。

9465
- 合数，正因數有1、3、5、15、631、1893、3155和9465。
質因數分解，{\displaystyle 3\times 5\times 631}。
- 亏数，真因數和為5703，虧度為3762
- 不尋常數，大於平方根的質因數為631。
- 无平方数因数的数。
  - 楔形数。
- 十进制的奢侈數。

9467
- 質數。

9470
- 合数，正因數有1、2、5、10、947、1894、4735和9470。
質因數分解，{\displaystyle 2\times 5\times 947}。
- 亏数，真因數和為7594，虧度為1876
- 不尋常數，大於平方根的質因數為947。
- 无平方数因数的数。
  - 楔形数。
- 十进制的奢侈數。

9480
- 合数，正因數有1、2、3、4、5、6、8、10、12、15、20、24、30、40、60、79、120、158、237、316、395、474、632、790、948、1185、1580、1896、2370、3160、4740和9480。
質因數分解，{\displaystyle 2^{3}\times 3\times 5\times 79}。
- 过剩数，真因數和為19320，盈度為9840
- 十进制的奢侈數。

9481
- 合数，正因數有1、19、499和9481。
質因數分解，{\displaystyle 19\times 499}。
- 亏数，真因數和為519，虧度為8962
- 不尋常數，大於平方根的質因數為499。
- 半素数。
- 无平方数因数的数。
- 十进制的奢侈數。

9484
- 合数，正因數有1、2、4、2371、4742和9484。
質因數分解，{\displaystyle 2^{2}\times 2371}。
- 亏数，真因數和為7120，虧度為2364
- 不尋常數，大於平方根的質因數為2371。
- 十进制的奢侈數。

9485
- 合数，正因數有1、5、7、35、271、1355、1897和9485。
質因數分解，{\displaystyle 5\times 7\times 271}。
- 亏数，真因數和為3571，虧度為5914
- 不尋常數，大於平方根的質因數為271。
- 无平方数因数的数。
  - 楔形数。
- 十进制的奢侈數。

9491
- 質數。

9492
- 合数，正因數有1、2、3、4、6、7、12、14、21、28、42、84、113、226、339、452、678、791、1356、1582、2373、3164、4746和9492。
質因數分解，{\displaystyle 2^{2}\times 3\times 7\times 113}。
- 过剩数，真因數和為16044，盈度為6552
- 不尋常數，大於平方根的質因數為113。
- 十进制的奢侈數。

9500
- 合数，正因數有1、2、4、5、10、19、20、25、38、50、76、95、100、125、190、250、380、475、500、950、1900、2375、4750和9500。
質因數分解，{\displaystyle 2^{2}\times 5^{3}\times 19}。
- 过剩数，真因數和為12340，盈度為2840
- 十进制的奢侈數。

9501
- 合数，正因數有1、3、3167和9501。
質因數分解，{\displaystyle 3\times 3167}。
- 亏数，真因數和為3171，虧度為6330
- 不尋常數，大於平方根的質因數為3167。
- 半素数。
- 无平方数因数的数。
- 十进制的奢侈數。

9502
- 合数，正因數有1、2、4751和9502。
質因數分解，{\displaystyle 2\times 4751}。
- 亏数，真因數和為4754，虧度為4748
- 不尋常數，大於平方根的質因數為4751。
- 半素数。
- 无平方数因数的数。
- 十进制的奢侈數。

9510
- 合数，正因數有1、2、3、5、6、10、15、30、317、634、951、1585、1902、3170、4755和9510。
質因數分解，{\displaystyle 2\times 3\times 5\times 317}。
- 过剩数，真因數和為13386，盈度為3876
- 不尋常數，大於平方根的質因數為317。
- 无平方数因数的数。
- 十进制的奢侈數。

9513
- 合数，正因數有1、3、7、9、21、63、151、453、1057、1359、3171和9513。
質因數分解，{\displaystyle 3^{2}\times 7\times 151}。
- 亏数，真因數和為6295，虧度為3218
- 不尋常數，大於平方根的質因數為151。
- 十进制的奢侈數。

9517
- 合数，正因數有1、31、307和9517。
質因數分解，{\displaystyle 31\times 307}。
- 亏数，真因數和為339，虧度為9178
- 不尋常數，大於平方根的質因數為307。
- 半素数。
- 无平方数因数的数。
- 十进制的奢侈數。

9519
- 合数，正因數有1、3、19、57、167、501、3173和9519。
質因數分解，{\displaystyle 3\times 19\times 167}。
- 亏数，真因數和為3921，虧度為5598
- 不尋常數，大於平方根的質因數為167。
- 无平方数因数的数。
  - 楔形数。
- 十进制的奢侈數。

9520
- 合数，正因數有1、2、4、5、7、8、10、14、16、17、20、28、34、35、40、56、68、70、80、85、112、119、136、140、170、238、272、280、340、476、560、595、680、952、1190、1360、1904、2380、4760和9520。
質因數分解，{\displaystyle 2^{4}\times 5\times 7\times 17}。
- 过剩数，真因數和為17264，盈度為7744
- 十进制的奢侈數。

9522
- 合数，正因數有1、2、3、6、9、18、23、46、69、138、207、414、529、1058、1587、3174、4761和9522。
質因數分解，{\displaystyle 2\times 3^{2}\times 23^{2}}。
- 过剩数，真因數和為12045，盈度為2523
- 十进制的奢侈數。

9523
- 合数，正因數有1、89、107和9523。
質因數分解，{\displaystyle 89\times 107}。
- 亏数，真因數和為197，虧度為9326
- 不尋常數，大於平方根的質因數為107。
- 半素数。
- 无平方数因数的数。
- 十进制的奢侈數。

9524
- 合数，正因數有1、2、4、2381、4762和9524。
質因數分解，{\displaystyle 2^{2}\times 2381}。
- 亏数，真因數和為7150，虧度為2374
- 不尋常數，大於平方根的質因數為2381。
- 十进制的奢侈數。

9525
- 合数，正因數有1、3、5、15、25、75、127、381、635、1905、3175和9525。
質因數分解，{\displaystyle 3\times 5^{2}\times 127}。
- 亏数，真因數和為6347，虧度為3178
- 不尋常數，大於平方根的質因數為127。
- 十进制的奢侈數。

9530
- 合数，正因數有1、2、5、10、953、1906、4765和9530。
質因數分解，{\displaystyle 2\times 5\times 953}。
- 亏数，真因數和為7642，虧度為1888
- 不尋常數，大於平方根的質因數為953。
- 无平方数因数的数。
  - 楔形数。
- 十进制的奢侈數。

9533
- 質數。

9537
- 合数，正因數有1、3、11、17、33、51、187、289、561、867、3179和9537。
質因數分解，{\displaystyle 3\times 11\times 17^{2}}。
- 亏数，真因數和為5199，虧度為4338
- 十进制的奢侈數。

9538
- 合数，正因數有1、2、19、38、251、502、4769和9538。
質因數分解，{\displaystyle 2\times 19\times 251}。
- 亏数，真因數和為5582，虧度為3956
- 不尋常數，大於平方根的質因數為251。
- 无平方数因数的数。
  - 楔形数。
- 十进制的奢侈數。

9539
- 第1181個質數。

9543
- 合数，正因數有1、3、3181和9543。
質因數分解，{\displaystyle 3\times 3181}。
- 亏数，真因數和為3185，虧度為6358
- 不尋常數，大於平方根的質因數為3181。
- 半素数。
- 无平方数因数的数。
- 十进制的奢侈數。

9549
- 合数，正因數有1、3、9、1061、3183和9549。
質因數分解，{\displaystyle 3^{2}\times 1061}。
- 亏数，真因數和為4257，虧度為5292
- 不尋常數，大於平方根的質因數為1061。
- 十进制的奢侈數。

9550
- 合数，正因數有1、2、5、10、25、50、191、382、955、1910、4775和9550。
質因數分解，{\displaystyle 2\times 5^{2}\times 191}。
- 亏数，真因數和為8306，虧度為1244
- 不尋常數，大於平方根的質因數為191。
- 十进制的奢侈數。

9552
- 合数，正因數有1、2、3、4、6、8、12、16、24、48、199、398、597、796、1194、1592、2388、3184、4776和9552。
質因數分解，{\displaystyle 2^{4}\times 3\times 199}。
- 过剩数，真因數和為15248，盈度為5696
- 不尋常數，大於平方根的質因數為199。
- 十进制的奢侈數。

9556
- 合数，正因數有1、2、4、2389、4778和9556。
質因數分解，{\displaystyle 2^{2}\times 2389}。
- 亏数，真因數和為7174，虧度為2382
- 不尋常數，大於平方根的質因數為2389。
- 十进制的奢侈數。

9567
- 合数，正因數有1、3、9、1063、3189和9567。
質因數分解，{\displaystyle 3^{2}\times 1063}。
- 亏数，真因數和為4265，虧度為5302
- 不尋常數，大於平方根的質因數為1063。
- 十进制的奢侈數。

9568
- 合数，正因數有1、2、4、8、13、16、23、26、32、46、52、92、104、184、208、299、368、416、598、736、1196、2392、4784和9568。
質因數分解，{\displaystyle 2^{5}\times 13\times 23}。
- 过剩数，真因數和為11600，盈度為2032
- 十进制的奢侈數。

9570
- 合数，正因數有1、2、3、5、6、10、11、15、22、29、30、33、55、58、66、87、110、145、165、174、290、319、330、435、638、870、957、1595、1914、3190、4785和9570。
質因數分解，{\displaystyle 2\times 3\times 5\times 11\times 29}。
- 过剩数，真因數和為16350，盈度為6780
- 无平方数因数的数。
- 十进制的奢侈數。

9579
- 合数，正因數有1、3、31、93、103、309、3193和9579。
質因數分解，{\displaystyle 3\times 31\times 103}。
- 亏数，真因數和為3733，虧度為5846
- 不尋常數，大於平方根的質因數為103。
- 无平方数因数的数。
  - 楔形数。
- 十进制的奢侈數。

9580
- 合数，正因數有1、2、4、5、10、20、479、958、1916、2395、4790和9580。
質因數分解，{\displaystyle 2^{2}\times 5\times 479}。
- 过剩数，真因數和為10580，盈度為1000
- 不尋常數，大於平方根的質因數為479。
- 十进制的奢侈數。

9584
- 合数，正因數有1、2、4、8、16、599、1198、2396、4792和9584。
質因數分解，{\displaystyle 2^{4}\times 599}。
- 亏数，真因數和為9016，虧度為568
- 不尋常數，大於平方根的質因數為599。
- 十进制的奢侈數。

9596
- 合数，正因數有1、2、4、2399、4798和9596。
質因數分解，{\displaystyle 2^{2}\times 2399}。
- 亏数，真因數和為7204，虧度為2392
- 不尋常數，大於平方根的質因數為2399。
- 十进制的奢侈數。

9600
- 合数，正因數有1、2、3、4、5、6、8、10、12、15、16、20、24、25、30、32、40、48、50、60、64、75、80、96、100、120、128、150、160、192、200、240、300、320、384、400、480、600、640、800、960、1200、1600、1920、2400、3200、4800和9600。
質因數分解，{\displaystyle 2^{7}\times 3\times 5^{2}}。
- 过剩数，真因數和為22020，盈度為12420
- 十进制的奢侈數。

9601
- 質數。

9604
- 合数，正因數有1、2、4、7、14、28、49、98、196、343、686、1372、2401、4802和9604。
質因數分解，{\displaystyle 2^{2}\times 7^{4}}。
- 过剩数，真因數和為10003，盈度為399
- 平方数，為98的平方。
- 十进制的等數位數。

9620
- 合数，正因數有1、2、4、5、10、13、20、26、37、52、65、74、130、148、185、260、370、481、740、962、1924、2405、4810和9620。
質因數分解，{\displaystyle 2^{2}\times 5\times 13\times 37}。
- 过剩数，真因數和為12724，盈度為3104
- 十进制的奢侈數。

9623
- 質數。

9626
- 合数，正因數有1、2、4813和9626。
質因數分解，{\displaystyle 2\times 4813}。
- 亏数，真因數和為4816，虧度為4810
- 不尋常數，大於平方根的質因數為4813。
- 半素数。
- 无平方数因数的数。
- 十进制的奢侈數。

9628
- 合数，正因數有1、2、4、29、58、83、116、166、332、2407、4814和9628。
質因數分解，{\displaystyle 2^{2}\times 29\times 83}。
- 亏数，真因數和為8012，虧度為1616
- 十进制的奢侈數。

9632
- 合数，正因數有1、2、4、7、8、14、16、28、32、43、56、86、112、172、224、301、344、602、688、1204、1376、2408、4816和9632。
質因數分解，{\displaystyle 2^{5}\times 7\times 43}。
- 过剩数，真因數和為12544，盈度為2912
- 十进制的奢侈數。

9634
- 合数，正因數有1、2、4817和9634。
質因數分解，{\displaystyle 2\times 4817}。
- 亏数，真因數和為4820，虧度為4814
- 不尋常數，大於平方根的質因數為4817。
- 半素数。
- 无平方数因数的数。
- 十进制的奢侈數。

9641
- 合数，正因數有1、31、311和9641。
質因數分解，{\displaystyle 31\times 311}。
- 亏数，真因數和為343，虧度為9298
- 不尋常數，大於平方根的質因數為311。
- 半素数。
- 无平方数因数的数。
- 十进制的奢侈數。

9647
- 合数，正因數有1、11、877和9647。
質因數分解，{\displaystyle 11\times 877}。
- 亏数，真因數和為889，虧度為8758
- 不尋常數，大於平方根的質因數為877。
- 半素数。
- 无平方数因数的数。
- 十进制的奢侈數。

9652
- 合数，正因數有1、2、4、19、38、76、127、254、508、2413、4826和9652。
質因數分解，{\displaystyle 2^{2}\times 19\times 127}。
- 亏数，真因數和為8268，虧度為1384
- 不尋常數，大於平方根的質因數為127。
- 十进制的奢侈數。

9656
- 合数，正因數有1、2、4、8、17、34、68、71、136、142、284、568、1207、2414、4828和9656。
質因數分解，{\displaystyle 2^{3}\times 17\times 71}。
- 过剩数，真因數和為9784，盈度為128
- 十进制的奢侈數。

9674
- 合数，正因數有1、2、7、14、691、1382、4837和9674。
質因數分解，{\displaystyle 2\times 7\times 691}。
- 亏数，真因數和為6934，虧度為2740
- 不尋常數，大於平方根的質因數為691。
- 无平方数因数的数。
  - 楔形数。
- 十进制的奢侈數。

9677
- 質數。
  - 孪生素数，為（9677、 9679）

9680
- 合数，正因數有1、2、4、5、8、10、11、16、20、22、40、44、55、80、88、110、121、176、220、242、440、484、605、880、968、1210、1936、2420、4840和9680。
質因數分解，{\displaystyle 2^{4}\times 5\times 11^{2}}。
- 过剩数，真因數和為15058，盈度為5378
- 十进制的奢侈數。

9689
- 質數。

9693
- 合数，正因數有1、3、9、27、359、1077、3231和9693。
質因數分解，{\displaystyle 3^{3}\times 359}。
- 亏数，真因數和為4707，虧度為4986
- 不尋常數，大於平方根的質因數為359。
- 十进制的奢侈數。

9699
- 合数，正因數有1、3、53、61、159、183、3233和9699。
質因數分解，{\displaystyle 3\times 53\times 61}。
- 亏数，真因數和為3693，虧度為6006
- 无平方数因数的数。
  - 楔形数。
- 十进制的奢侈數。

9701
- 合数，正因數有1、89、109和9701。
質因數分解，{\displaystyle 89\times 109}。
- 亏数，真因數和為199，虧度為9502
- 不尋常數，大於平方根的質因數為109。
- 半素数。
- 无平方数因数的数。
- 十进制的奢侈數。

9702
- 合数，正因數有1、2、3、6、7、9、11、14、18、21、22、33、42、49、63、66、77、98、99、126、147、154、198、231、294、441、462、539、693、882、1078、1386、1617、3234、4851和9702。
質因數分解，{\displaystyle 2\times 3^{2}\times 7^{2}\times 11}。
- 过剩数，真因數和為16974，盈度為7272
- 普洛尼克数，為98與99的乘積。
- 十进制的奢侈數。

9704
- 合数，正因數有1、2、4、8、1213、2426、4852和9704。
質因數分解，{\displaystyle 2^{3}\times 1213}。
- 亏数，真因數和為8506，虧度為1198
- 不尋常數，大於平方根的質因數為1213。
- 十进制的奢侈數。

9721
- 質數。
  - 孪生素数，為（9719、 9721）

9728
- 合数，正因數有1、2、4、8、16、19、32、38、64、76、128、152、256、304、512、608、1216、2432、4864和9728。
質因數分解，{\displaystyle 2^{9}\times 19}。
- 过剩数，真因數和為10732，盈度為1004
- 十进制的等數位數。

9729
- 合数，正因數有1、3、9、23、47、69、141、207、423、1081、3243和9729。
質因數分解，{\displaystyle 3^{2}\times 23\times 47}。
- 亏数，真因數和為5247，虧度為4482
- 十进制的奢侈數。

9731
- 合数，正因數有1、37、263和9731。
質因數分解，{\displaystyle 37\times 263}。
- 亏数，真因數和為301，虧度為9430
- 不尋常數，大於平方根的質因數為263。
- 半素数。
- 无平方数因数的数。
- 十进制的奢侈數。

9736
- 合数，正因數有1、2、4、8、1217、2434、4868和9736。
質因數分解，{\displaystyle 2^{3}\times 1217}。
- 亏数，真因數和為8534，虧度為1202
- 不尋常數，大於平方根的質因數為1217。
- 十进制的奢侈數。

9741
- 合数，正因數有1、3、17、51、191、573、3247和9741。
質因數分解，{\displaystyle 3\times 17\times 191}。
- 亏数，真因數和為4083，虧度為5658
- 不尋常數，大於平方根的質因數為191。
- 无平方数因数的数。
  - 楔形数。
- 十进制的奢侈數。

9744
- 合数，正因數有1、2、3、4、6、7、8、12、14、16、21、24、28、29、42、48、56、58、84、87、112、116、168、174、203、232、336、348、406、464、609、696、812、1218、1392、1624、2436、3248、4872和9744。
質因數分解，{\displaystyle 2^{4}\times 3\times 7\times 29}。
- 过剩数，真因數和為20016，盈度為10272
- 十进制的奢侈數。

9747
- 合数，正因數有1、3、9、19、27、57、171、361、513、1083、3249和9747。
質因數分解，{\displaystyle 3^{3}\times 19^{2}}。
- 亏数，真因數和為5493，虧度為4254
- 十进制的奢侈數。

9753
- 合数，正因數有1、3、3251和9753。
質因數分解，{\displaystyle 3\times 3251}。
- 亏数，真因數和為3255，虧度為6498
- 不尋常數，大於平方根的質因數為3251。
- 半素数。
- 无平方数因数的数。
- 十进制的奢侈數。

9756
- 合数，正因數有1、2、3、4、6、9、12、18、36、271、542、813、1084、1626、2439、3252、4878和9756。
質因數分解，{\displaystyle 2^{2}\times 3^{2}\times 271}。
- 过剩数，真因數和為14996，盈度為5240
- 不尋常數，大於平方根的質因數為271。
- 十进制的奢侈數。

9770
- 合数，正因數有1、2、5、10、977、1954、4885和9770。
質因數分解，{\displaystyle 2\times 5\times 977}。
- 亏数，真因數和為7834，虧度為1936
- 不尋常數，大於平方根的質因數為977。
- 无平方数因数的数。
  - 楔形数。
- 十进制的奢侈數。

9774
- 合数，正因數有1、2、3、6、9、18、27、54、181、362、543、1086、1629、3258、4887和9774。
質因數分解，{\displaystyle 2\times 3^{3}\times 181}。
- 过剩数，真因數和為12066，盈度為2292
- 不尋常數，大於平方根的質因數為181。
- 十进制的奢侈數。

9775
- 合数，正因數有1、5、17、23、25、85、115、391、425、575、1955和9775。
質因數分解，{\displaystyle 5^{2}\times 17\times 23}。
- 亏数，真因數和為3617，虧度為6158
- 十进制的奢侈數。

9776
- 合数，正因數有1、2、4、8、13、16、26、47、52、94、104、188、208、376、611、752、1222、2444、4888和9776。
質因數分解，{\displaystyle 2^{4}\times 13\times 47}。
- 过剩数，真因數和為11056，盈度為1280
- 十进制的奢侈數。

9777
- 合数，正因數有1、3、3259和9777。
質因數分解，{\displaystyle 3\times 3259}。
- 亏数，真因數和為3263，虧度為6514
- 不尋常數，大於平方根的質因數為3259。
- 半素数。
- 无平方数因数的数。
- 十进制的奢侈數。

9779
- 合数，正因數有1、7、11、77、127、889、1397和9779。
質因數分解，{\displaystyle 7\times 11\times 127}。
- 亏数，真因數和為2509，虧度為7270
- 不尋常數，大於平方根的質因數為127。
- 无平方数因数的数。
  - 楔形数。
- 十进制的奢侈數。

9780
- 合数，正因數有1、2、3、4、5、6、10、12、15、20、30、60、163、326、489、652、815、978、1630、1956、2445、3260、4890和9780。
質因數分解，{\displaystyle 2^{2}\times 3\times 5\times 163}。
- 过剩数，真因數和為17772，盈度為7992
- 不尋常數，大於平方根的質因數為163。
- 十进制的奢侈數。

9783
- 合数，正因數有1、3、9、1087、3261和9783。
質因數分解，{\displaystyle 3^{2}\times 1087}。
- 亏数，真因數和為4361，虧度為5422
- 不尋常數，大於平方根的質因數為1087。
- 十进制的奢侈數。

9784
- 合数，正因數有1、2、4、8、1223、2446、4892和9784。
質因數分解，{\displaystyle 2^{3}\times 1223}。
- 亏数，真因數和為8576，虧度為1208
- 不尋常數，大於平方根的質因數為1223。
- 十进制的奢侈數。

9791
- 質數。

9803
- 第1209個質數。

9806
- 合数，正因數有1、2、4903和9806。
質因數分解，{\displaystyle 2\times 4903}。
- 亏数，真因數和為4906，虧度為4900
- 不尋常數，大於平方根的質因數為4903。
- 半素数。
- 无平方数因数的数。
- 十进制的奢侈數。

9809
- 合数，正因數有1、17、577和9809。
質因數分解，{\displaystyle 17\times 577}。
- 亏数，真因數和為595，虧度為9214
- 不尋常數，大於平方根的質因數為577。
- 半素数。
- 无平方数因数的数。
- 十进制的奢侈數。

9819
- 合数，正因數有1、3、9、1091、3273和9819。
質因數分解，{\displaystyle 3^{2}\times 1091}。
- 亏数，真因數和為4377，虧度為5442
- 不尋常數，大於平方根的質因數為1091。
- 十进制的奢侈數。

9821
- 合数，正因數有1、7、23、61、161、427、1403和9821。
質因數分解，{\displaystyle 7\times 23\times 61}。
- 亏数，真因數和為2083，虧度為7738
- 无平方数因数的数。
  - 楔形数。
- 十进制的奢侈數。

9833
- 質數。

9835
- 合数，正因數有1、5、7、35、281、1405、1967和9835。
質因數分解，{\displaystyle 5\times 7\times 281}。
- 亏数，真因數和為3701，虧度為6134
- 不尋常數，大於平方根的質因數為281。
- 无平方数因数的数。
  - 楔形数。
- 十进制的奢侈數。

9836
- 合数，正因數有1、2、4、2459、4918和9836。
質因數分解，{\displaystyle 2^{2}\times 2459}。
- 亏数，真因數和為7384，虧度為2452
- 不尋常數，大於平方根的質因數為2459。
- 十进制的奢侈數。

9843
- 合数，正因數有1、3、17、51、193、579、3281和9843。
質因數分解，{\displaystyle 3\times 17\times 193}。
- 亏数，真因數和為4125，虧度為5718
- 不尋常數，大於平方根的質因數為193。
- 无平方数因数的数。
  - 楔形数。
- 十进制的奢侈數。

9844
- 合数，正因數有1、2、4、23、46、92、107、214、428、2461、4922和9844。
質因數分解，{\displaystyle 2^{2}\times 23\times 107}。
- 亏数，真因數和為8300，虧度為1544
- 不尋常數，大於平方根的質因數為107。
- 十进制的奢侈數。

9850
- 合数，正因數有1、2、5、10、25、50、197、394、985、1970、4925和9850。
質因數分解，{\displaystyle 2\times 5^{2}\times 197}。
- 亏数，真因數和為8564，虧度為1286
- 不尋常數，大於平方根的質因數為197。
- 十进制的奢侈數。

9862
- 合数，正因數有1、2、4931和9862。
質因數分解，{\displaystyle 2\times 4931}。
- 亏数，真因數和為4934，虧度為4928
- 不尋常數，大於平方根的質因數為4931。
- 半素数。
- 无平方数因数的数。
- 十进制的奢侈數。

9863
- 合数，正因數有1、7、1409和9863。
質因數分解，{\displaystyle 7\times 1409}。
- 亏数，真因數和為1417，虧度為8446
- 不尋常數，大於平方根的質因數為1409。
- 半素数。
- 无平方数因数的数。
- 十进制的奢侈數。

9870
- 合数，正因數有1、2、3、5、6、7、10、14、15、21、30、35、42、47、70、94、105、141、210、235、282、329、470、658、705、987、1410、1645、1974、3290、4935和9870。
質因數分解，{\displaystyle 2\times 3\times 5\times 7\times 47}。
- 过剩数，真因數和為17778，盈度為7908
- 无平方数因数的数。
- 十进制的奢侈數。

9871
- 質數。

9872
- 合数，正因數有1、2、4、8、16、617、1234、2468、4936和9872。
質因數分解，{\displaystyle 2^{4}\times 617}。
- 亏数，真因數和為9286，虧度為586
- 不尋常數，大於平方根的質因數為617。
- 十进制的奢侈數。

9879
- 合数，正因數有1、3、37、89、111、267、3293和9879。
質因數分解，{\displaystyle 3\times 37\times 89}。
- 亏数，真因數和為3801，虧度為6078
- 无平方数因数的数。
  - 楔形数。
- 十进制的奢侈數。

9880
- 合数，正因數有1、2、4、5、8、10、13、19、20、26、38、40、52、65、76、95、104、130、152、190、247、260、380、494、520、760、988、1235、1976、2470、4940和9880。
質因數分解，{\displaystyle 2^{3}\times 5\times 13\times 19}。
- 过剩数，真因數和為15320，盈度為5440
- 十进制的奢侈數。

9897
- 合数，正因數有1、3、3299和9897。
質因數分解，{\displaystyle 3\times 3299}。
- 亏数，真因數和為3303，虧度為6594
- 不尋常數，大於平方根的質因數為3299。
- 半素数。
- 无平方数因数的数。
- 十进制的奢侈數。

9902
- 合数，正因數有1、2、4951和9902。
質因數分解，{\displaystyle 2\times 4951}。
- 亏数，真因數和為4954，虧度為4948
- 不尋常數，大於平方根的質因數為4951。
- 半素数。
- 无平方数因数的数。
- 十进制的奢侈數。

9903
- 合数，正因數有1、3、3301和9903。
質因數分解，{\displaystyle 3\times 3301}。
- 亏数，真因數和為3305，虧度為6598
- 不尋常數，大於平方根的質因數為3301。
- 半素数。
- 无平方数因数的数。
- 十进制的奢侈數。

9914
- 合数，正因數有1、2、4957和9914。
質因數分解，{\displaystyle 2\times 4957}。
- 亏数，真因數和為4960，虧度為4954
- 不尋常數，大於平方根的質因數為4957。
- 半素数。
- 无平方数因数的数。
- 十进制的奢侈數。

9916
- 合数，正因數有1、2、4、37、67、74、134、148、268、2479、4958和9916。
質因數分解，{\displaystyle 2^{2}\times 37\times 67}。
- 亏数，真因數和為8172，虧度為1744
- 十进制的奢侈數。

9921
- 合数，正因數有1、3、3307和9921。
質因數分解，{\displaystyle 3\times 3307}。
- 亏数，真因數和為3311，虧度為6610
- 不尋常數，大於平方根的質因數為3307。
- 半素数。
- 无平方数因数的数。
- 十进制的奢侈數。

9924
- 合数，正因數有1、2、3、4、6、12、827、1654、2481、3308、4962和9924。
質因數分解，{\displaystyle 2^{2}\times 3\times 827}。
- 过剩数，真因數和為13260，盈度為3336
- 不尋常數，大於平方根的質因數為827。
- 十进制的奢侈數。

9925
- 合数，正因數有1、5、25、397、1985和9925。
質因數分解，{\displaystyle 5^{2}\times 397}。
- 亏数，真因數和為2413，虧度為7512
- 不尋常數，大於平方根的質因數為397。
- 十进制的奢侈數。

9926
- 合数，正因數有1、2、7、14、709、1418、4963和9926。
質因數分解，{\displaystyle 2\times 7\times 709}。
- 亏数，真因數和為7114，虧度為2812
- 不尋常數，大於平方根的質因數為709。
- 无平方数因数的数。
  - 楔形数。
- 十进制的奢侈數。

9939
- 合数，正因數有1、3、3313和9939。
質因數分解，{\displaystyle 3\times 3313}。
- 亏数，真因數和為3317，虧度為6622
- 不尋常數，大於平方根的質因數為3313。
- 半素数。
- 无平方数因数的数。
- 十进制的奢侈數。

9941
- 質數。

9944
- 合数，正因數有1、2、4、8、11、22、44、88、113、226、452、904、1243、2486、4972和9944。
質因數分解，{\displaystyle 2^{3}\times 11\times 113}。
- 过剩数，真因數和為10576，盈度為632
- 不尋常數，大於平方根的質因數為113。
- 十进制的奢侈數。

9947
- 合数，正因數有1、7、29、49、203、343、1421和9947。
質因數分解，{\displaystyle 7^{3}\times 29}。
- 亏数，真因數和為2053，虧度為7894
- 十进制的等數位數。

9963
- 合数，正因數有1、3、9、27、41、81、123、243、369、1107、3321和9963。
質因數分解，{\displaystyle 3^{5}\times 41}。
- 亏数，真因數和為5325，虧度為4638
- 十进制的等數位數。

9965
- 合数，正因數有1、5、1993和9965。
質因數分解，{\displaystyle 5\times 1993}。
- 亏数，真因數和為1999，虧度為7966
- 不尋常數，大於平方根的質因數為1993。
- 半素数。
- 无平方数因数的数。
- 十进制的奢侈數。

9969
- 合数，正因數有1、3、3323和9969。
質因數分解，{\displaystyle 3\times 3323}。
- 亏数，真因數和為3327，虧度為6642
- 不尋常數，大於平方根的質因數為3323。
- 半素数。
- 无平方数因数的数。
- 十进制的奢侈數。

9970
- 合数，正因數有1、2、5、10、997、1994、4985和9970。
質因數分解，{\displaystyle 2\times 5\times 997}。
- 亏数，真因數和為7994，虧度為1976
- 不尋常數，大於平方根的質因數為997。
- 无平方数因数的数。
  - 楔形数。
- 十进制的奢侈數。

9976
- 合数，正因數有1、2、4、8、29、43、58、86、116、172、232、344、1247、2494、4988和9976。
質因數分解，{\displaystyle 2^{3}\times 29\times 43}。
- 亏数，真因數和為9824，虧度為152
- 十进制的奢侈數。

9997
- 合数，正因數有1、13、769和9997。
質因數分解，{\displaystyle 13\times 769}。
- 亏数，真因數和為783，虧度為9214
- 不尋常數，大於平方根的質因數為769。
- 半素数。
- 无平方数因数的数。
- 十进制的奢侈數。

9999
- 合数，正因數有1、3、9、11、33、99、101、303、909、1111、3333和9999。
質因數分解，{\displaystyle 3^{2}\times 11\times 101}。
- 亏数，真因數和為5913，虧度為4086
- 不尋常數，大於平方根的質因數為101。
- 十进制的奢侈數。